# Шекінське ханство

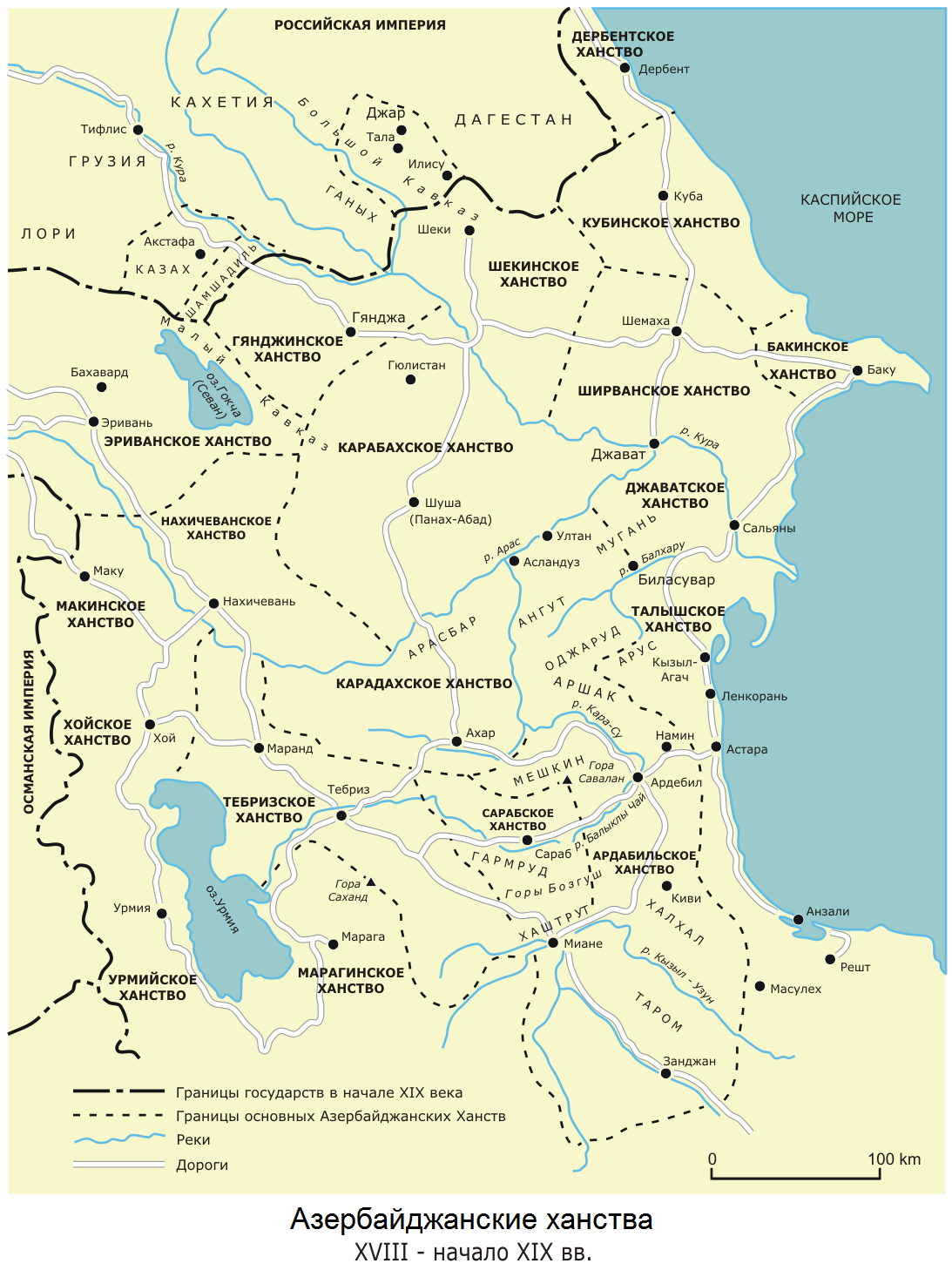
Ханства північного та південного Азербайджану, XVIII — початок XIX століть

Шекінське ханство (азерб. Şəki xanlığı), — феодальна держава, що існувала у середині XVIII — початку XIX століття на півночі сучасного Азербайджану, в межах історичної області Шекі.

## Історія
Засновником держави вважається Гаджі Челебі, який очолив у 40-их роках XVIII століття боротьбу за незалежність від влади иранського правителя Надир-Шаха. Остаточно держава отримала самостійність в середині XVIII століття, після смерті Надир-Шаха й наступного послаблення впливу Ірану.
Основою економіки було сільське господарство, переважно шовківництво. Чудова якість шекінського шовку була добре відома за межами ханства.
З кінця XVIII століття у зв’язку із загрозою іранського завоювання шекінські хани шукали покровительства Росії. Відповідно до Гюлістанської мирної угоди, укладеної між Росією та Іраном 1813 року, Шекінське ханство було приєднано до Росії.
У 1819 році ханську владу скасовано і Шекінське ханство перетворено на провінцію, яка 1840 року перейменована на Шекінський повті Каспійської області (з 1859 року — Бакинська губернія, з 1868 року — Єлизаветпольська губернія).

## Правителі
| 1.  | Гаджі Челебі                | 1747—1755 | син кетхуди Курбана, нащадка династії Кара-Кешіш-огли |
| 2.  | Ага-Кіші-хан                | 1755—1759 | 2-й син Гаджі Челебі                                  |
| 3.  | Гусейн-хан                  | 1759—1780 | син Хасан-аги, 1-го сина Гаджі Челебі                 |
| 4.  | Хаджі-Абдулкадір-хан        | 1780—1783 | 4-й син Гаджі Челебі                                  |
| 5.  | Мухаммед-Хасан-хан          | 1783—1795 | 1-й син Гусейн-хана                                   |
| 6.  | Селім-хан                   | 1795—1797 | 3-й син Гусейн-хана                                   |
| 7.  | Мухаммед-Хасан-хан (вдруге) | 1797—1802 | 1-й син Хусейн-хана                                   |
| 8.  | Фаталі-хан                  | 1802—1802 | 2-й син Гусейн-хана                                   |
| 9.  | Селім-хан (вдруге)          | 1802—1806 | 3-й син Гусейн-хана                                   |
| 10. | Фаталі-хан (вдруге)         | 1806—1806 | 2-й син Гусейн-хана                                   |
| 11. | Джафар-Кулі-хан             | 1806—1814 | колишній хан Хойський                                 |
| 11. | Ісмаїл-хан                  | 1814—1819 | син Джафар-Кулі-хана                                  |

## Галерея

Фото — Шекінське ханство
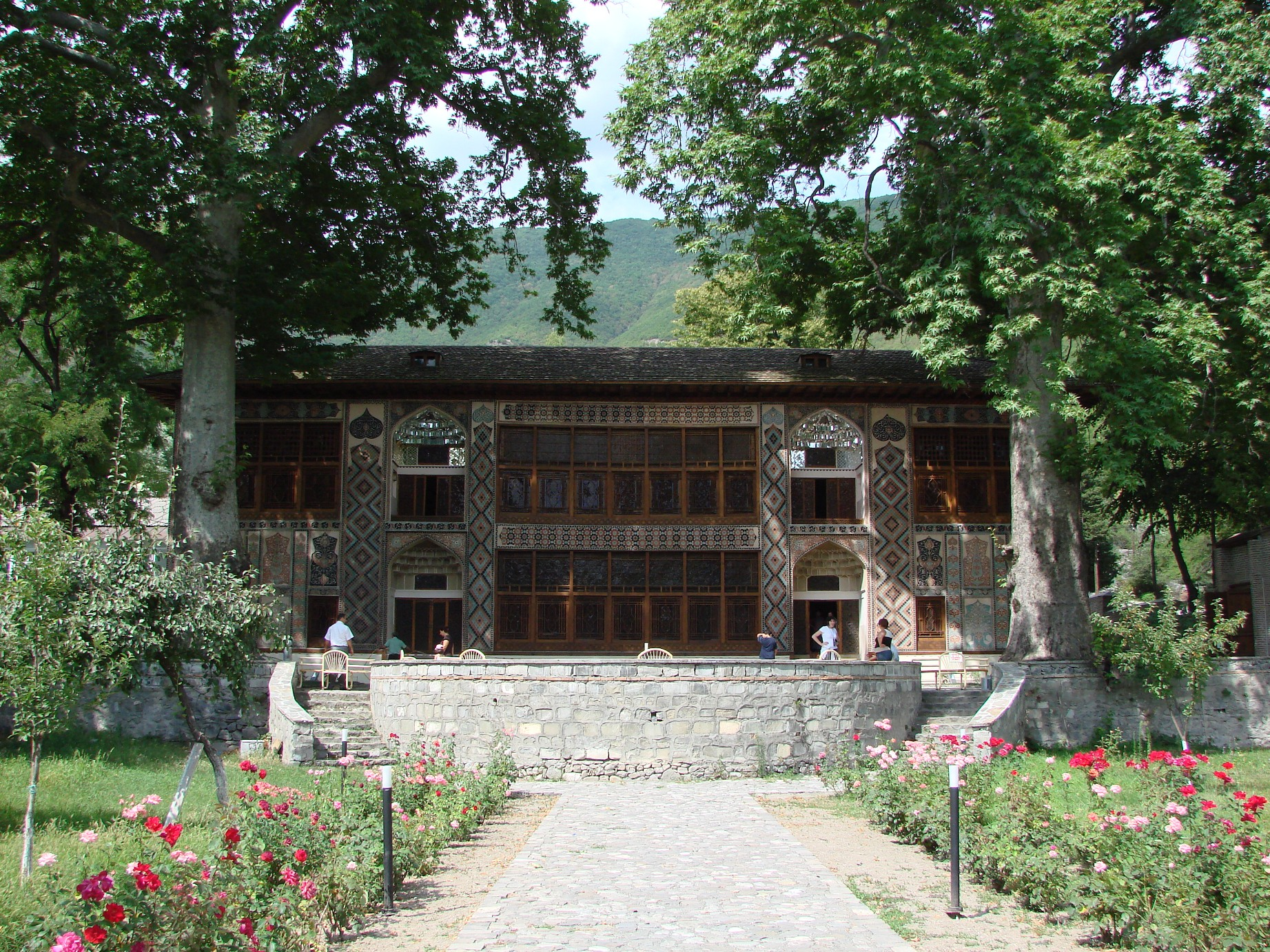
Ханський палац у Шекі
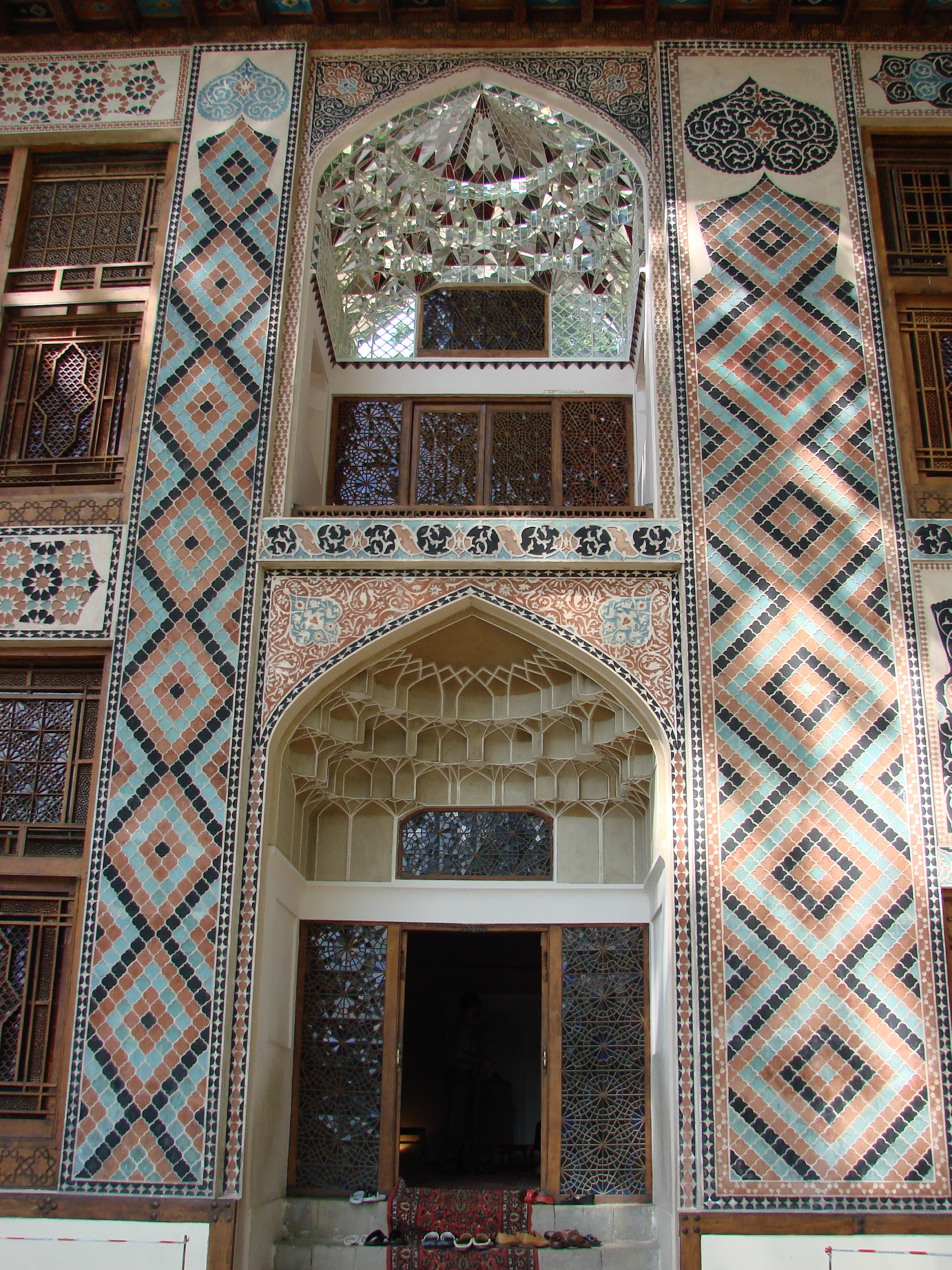
Ханський палац у Шекі
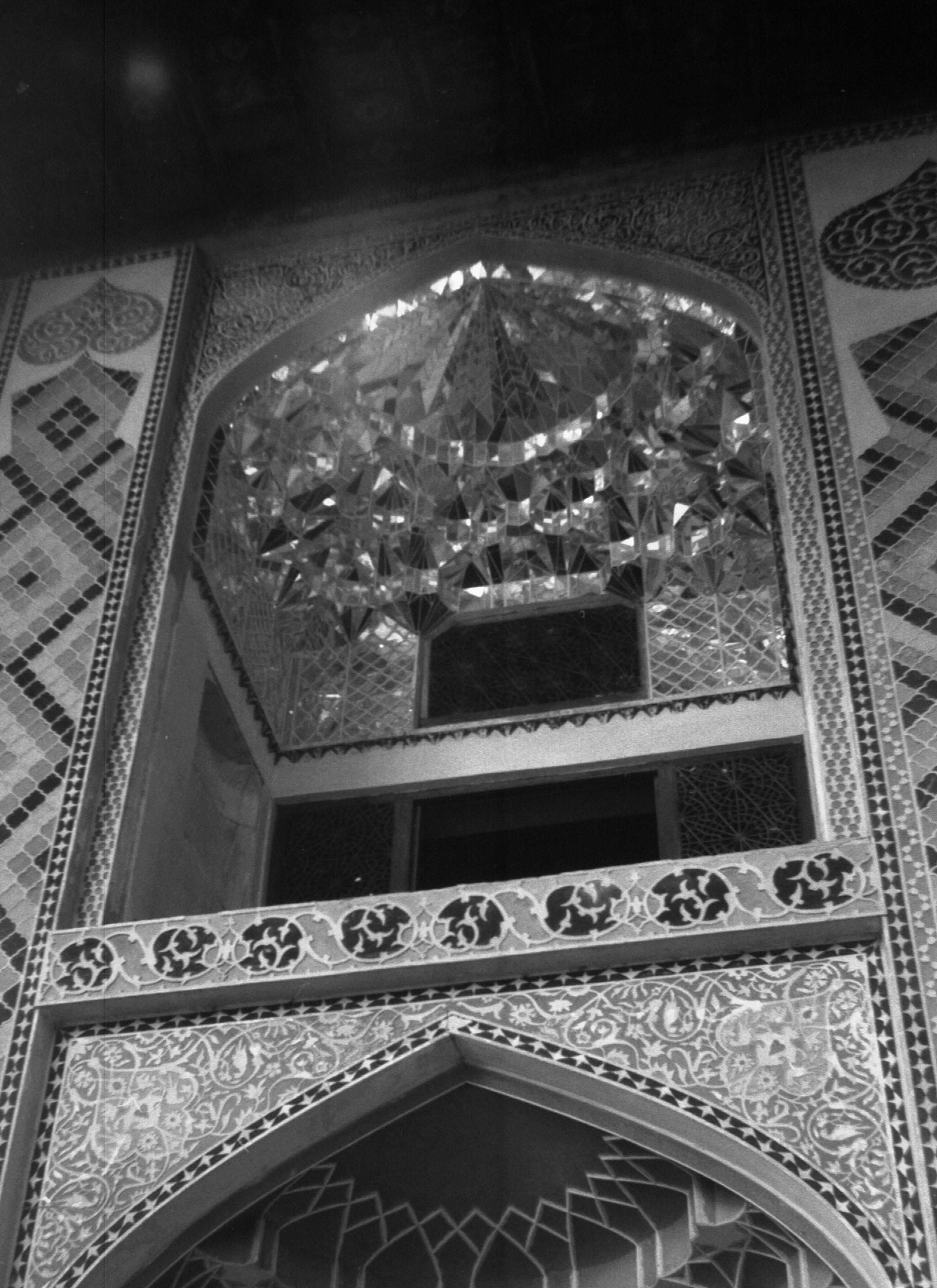
Ханський палац у Шекі
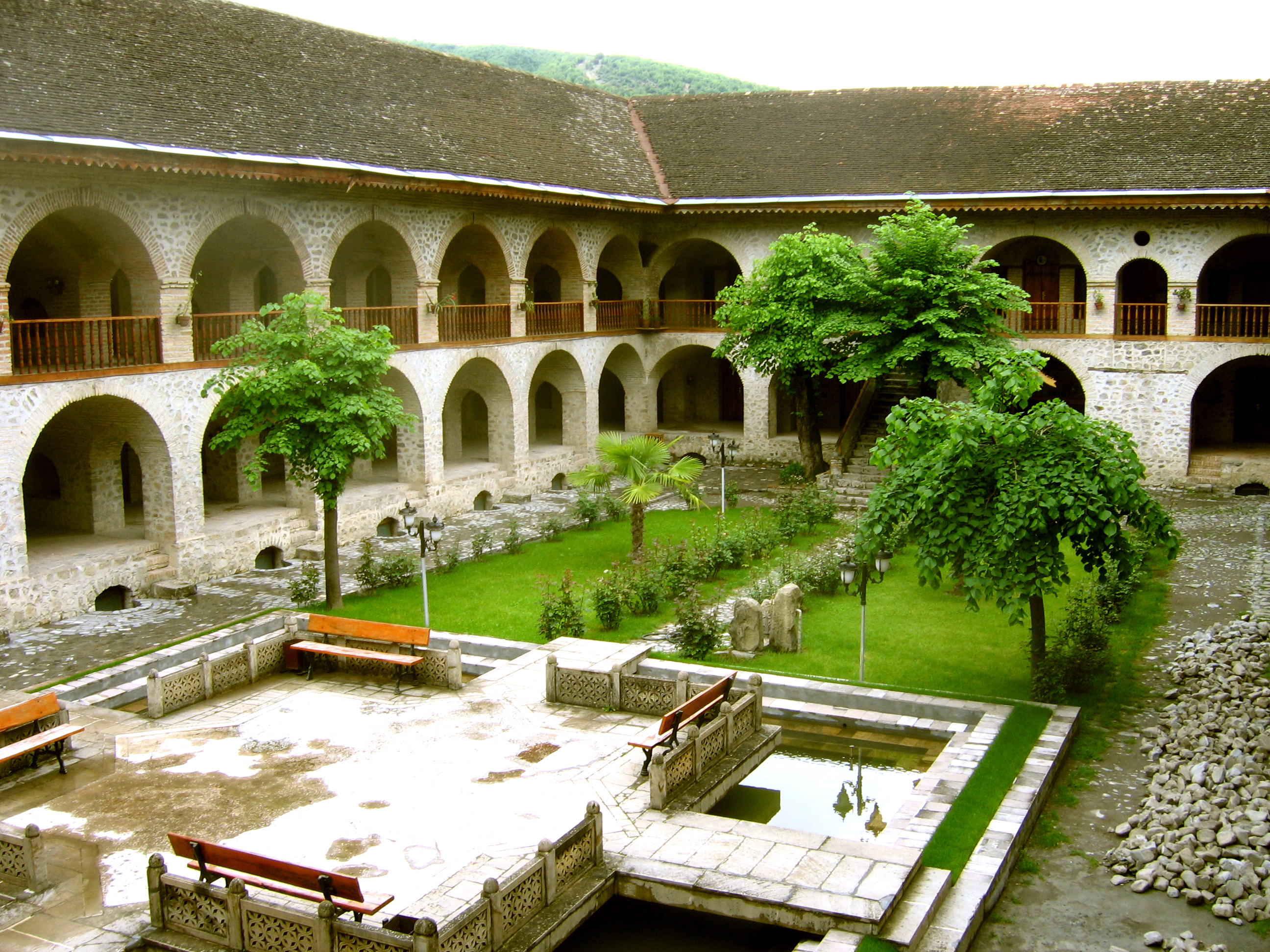
Ханський караван-сарай у Шекі
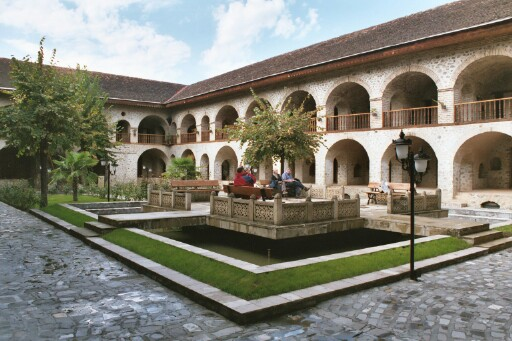
Ханський караван-сарай у Шекі